# Medetera lachaisei
Medetera lachaisei är en tvåvingeart som beskrevs av Couturier 1986. Medetera lachaisei ingår i släktet Medetera och familjen styltflugor.
Artens utbredningsområde är Elfenbenskusten. Inga underarter finns listade i Catalogue of Life.